# Ideologem
Ein Ideologem (gr.-lat., Betonung Ideologe̲m) ist ein Gedankengebilde oder eine Vorstellung. Ein solches bezieht sich weniger auf eine reine Imagination als vielmehr auf einen (vermeintlich) konkreten Gegenstand. Ideologeme sind die Elemente, aus denen Ideologien aufgebaut sind.
Der Begriff wurde zuerst 1929 von Walentin Woloschinow verwendet und von Julia Kristeva populär gemacht. Fredric Jameson verwendete den Begriff 1981, um kleinste begriffliche Einheiten im Diskurs widerstreitender gesellschaftlicher Klassen zu bezeichnen. Dabei ist die Wortbildung analog zu linguistischen Begriffen wie Phonem in der Phonologie und Lexem in der Lexikologie, was jeweils die kleinste bedeutungstragende Einheit bezeichnet.
Beispielsweise kann mit dem Ideologem „Globalisierung“ vieles in Verbindung gebracht werden, beispielsweise Ökonomie, Ökologie, oder Finanzwirtschaft; das Ideologem „Fürsorge“ kann z. B. auf das Verhältnis von Staat und Bürger oder von Eltern und Kind verstanden werden. Darunter können auch negativ oder positiv konnotierte Ideen ein Ideologem kennzeichnen.